# Suicide Squad: Hell to Pay
Suicide Squad: Hell to Pay (Escuadrón Suicida: Deuda infernal en Hispanoamérica y Escuadrón Sucidida: Consecuencias infernales en España) es una película estadounidense de animación para adultos y de superhéroes de 2018 producida por Warner Bros. Animation y distribuida por Warner Bros. Home Entertainment. La película fue producida y dirigida por Sam Liu y escrita por Alan Burnett, siendo su último trabajo antes de su retiro. Es la trigésima segunda película de las Películas animadas originales del Universo DC, la décima película del Universo Cinematográfico Animado de DC y la primera historia basada en el equipo de antihéroes conocido como el Escuadrón Suicida. A pesar de que Batman: Assault on Arkham presentó anteriormente al Escuadrón Suicida, aquella película estaba ambientada en el universo de los videojuegos de Batman: Arkham.
El reparto de voces previsto incluye un reparto coral integrado por Christian Slater como Deadshot, Tara Strong como Harley Quinn, Billy Brown como el Tigre de Bronce, Liam McIntyre como el Capitán Boomerang, Kristin Bauer van Straten como Killer Frost, Gideon Emery como Copperhead, Vanessa Williams como Amanda Waller y C. Thomas Howell como Eobard Thawne. La película fue lanzada digitalmente el 27 de marzo de 2018 y en DVD y Blu-Ray el 10 de abril del mismo año.

## Sinopsis
Amanda Waller forma el Escuadrón Suicida reclutando a Deadshot, Harley Quinn, Tigre de Bronce, Capitán Boomerang, Killer Frost y Copperhead. Estos son enviados en una misión para recuperar un potencial objeto místico que está en la mira de otros villanos. El filme tiene relación directa con la película animada Justice League: The Flashpoint Paradox.

## Argumento
Luego de la derrota del Amo del Océano a manos de la Liga de la Justicia, Amanda Waller (Vanessa Williams) envía a la Fuerza Especial X, compuesta por Deadshot (Christian Slater), Manta Negra (Dave Fennoy), el Conde Vértigo (Jim Pirri) y la pareja criminal Punch (Trevor Devall) y Jewelee (Julie Nathanson), para recuperar una unidad flash que contiene información filtrada de Tobias Whale (Dave Fennoy). La misión tiene éxito pero Vértigo y Jewelee traicionan al equipo y matan a Punch y habiéndose convertido en amantes en la cárcel, planean copiar la unidad flash y venderla. Sin embargo, Waller escucha todo a través del comunicador de Deadshot, por lo cual detona la bomba de la cabeza de Vértigo, matándolo en el acto. Por otro lado, Jewelee se aterra de ver a su amante muerto y justo cuando Waller se prepara para detonar su cabeza también, Deadshot decide dispararle en su lugar para concederle una muerte piadosa.
Tres años después, en Ciudad Gótica, el Profesor Pyg (James Urbaniak) es secuestrado por Scandal Savage (Dania Ramírez) y Knockout (Cissy Jones) para que atienda a un paciente que «necesita atención medica». Por otra parte, Waller es diagnosticada con un cáncer terminal por lo que vuelve a reunir a la Fuerza Especial X con una nueva lista que incluye a Deadshot, Harley Quinn (Tara Strong), el Capitán Boomerang (Liam McIntyre), Killer Frost (Kristin Bauer van Straten), Copperhead (Gideon Emery) y el Tigre de Bronce (Billy Brown). Su misión es buscar a un hombre llamado Steel Maxum (Greg Grunberg) y encontrar una tarjeta mística negra con el sello «Sal del Infierno gratis».
Encontrando a Maxum en un club de striptease masculino, la Fuerza Especial X lucha contra el Profesor Zoom (C. Thomas Howell), Silver Banshee (Julie Nathanson) y Blockbuster (Dave Fennoy), quienes también están en busca de la tarjeta mística. El Escuadrón se escapa con Maxum y se enteran de que antes él era el Doctor Fate, este les explica que la tarjeta le permite al usuario eludir el Infierno al momento de morir y en cambio obtener acceso directo al Cielo, pero que solo se puede usar una vez. Maxum también le explica al Escuadrón que Scandal y Knockout robaron la tarjeta de la Torre del Destino, lo que provocó que fuera despojado de su título por Nabu.
Al encontrar el apartamento de Scandal y Knockout, el equipo adquiere la tarjeta, pero Vándalo Salvaje (Jim Pirri) y sus hombres los interceptan. Salvaje recupera la tarjeta y le dispara a una Knockout gravemente herida en la cabeza, a pesar de las suplicas de su hija y de la amante de Knockout, Scandal. Mientras Salvaje escapa, Zoom coloca un rastreador en su nave. Deadshot visita a su hija alejada, Zoe, pero el Tigre lo recupera a la fuerza. Al día siguiente, los secuaces de Zoom secuestran a Frost en una gasolinera. Zoom le quita la bomba a Frost y la convence de unirse a él. Zoom engaña al Escuadrón atrayéndolos a una trampa en donde detona una bomba, sin embargo, el equipo se las arregla para escapar, pero el Tigre queda gravemente herido en la explosión.
Scandal le informa secretamente a Deadshot de la ubicación de Salvaje y el Escuadrón se infiltra en su guarida, pero son capturados. Salvaje revela que hizo que Pyg implantara quirúrgicamente la tarjeta en su cavidad torácica. Zoom y sus secuaces aparecen, atacan y quitan la tarjeta del cuerpo de Vándalo Salvaje, matándolo en el proceso. En ese momento, Zoom explica que la razón principal por la que quiere la tarjeta es porque: Batman encarnado por Thomas Wayne en ese momento, lo mató en otra línea de tiempo e inclusive les muestra al Escuadrón el agujero de bala que tiene en su cabeza como prueba, mencionando además que logró retrasar temporalmente su muerte usando la Fuerza de la Velocidad que le quedaba para expandir su muerte en días o semanas para así conseguir algo de tiempo extra. Pero justo en ese momento, Frost traiciona a Zoom matando a Banshee y a Blockbuster, congela al Escuadrón y roba la tarjeta para obtener un rescate. Sin embargo, Copperhead consigue liberarse y lucha contra Frost hasta que Waller detona la bomba de la cabeza de Copperhead matándolos a ambos. Luego, Boomerang intenta robar la tarjeta pero es incapacitado por Zoom.
El Tigre lucha contra Zoom, pero este lo hiere varias veces con una pequeña daga. El Tigre, moribundo por perdida de sangre, usa lo último de su fuerza para cortar los dedos de la mano de Zoom que sostienen la tarjeta, permitiéndole a Deadshot dispararle a Zoom en todo su cuerpo y finalmente en su cabeza por segunda vez, causando que este se desvanezca y vuelva al momento de su muerte original a manos de Batman en la línea de tiempo de Flashpoint. Dudando de que la tarjeta funcione, Deadshot le entrega la tarjeta al Tigre, argumentando que Waller no se la merece por sus múltiples crímenes. Cuando el Tigre acaba muriendo sucumbiendo a sus heridas, el poder de la tarjeta se activa y el alma del Tigre acaba ascendiendo al Cielo. Finalmente, el helicóptero de Waller llega a la escena y Deadshot le entrega la tarjeta a Waller, ahora ya siendo un objeto inútil y luego se retira del lugar tras haber cumplido con su misión. Un tiempo después y habiendo cumplido con su condena en la cárcel, Deadshot, siendo finalmente un hombre libre, visita a su hija Zoe.

## Reparto de voces
- Christian Slater como Floyd Lawton / Deadshot: un hábil mercenario tirador y asesino, fiel a Waller como miembro líder de la Fuerza Especial X y padre de Zoe, por quien trata de ser mejor persona.[3]
- Vanessa Williams como Amanda Waller: una corrupta y desalmada funcionaria del gobierno que conduce bajo amenaza de muerte a la Fuerza Especial X a una misión en busca de una tarjeta mística.
- Billy Brown como Ben Turner / Tigre de Bronce: un exagente de la CIA convertido en justiciero tras la muerte de su prometida en manos de Deathstroke, un hábil artista marcial armado con garras metálicas retráctiles y miembro de la segunda iteración de la Fuerza Especial X.
- Liam McIntyre como George «Digger» Harkness / Capitán Boomerang: un exrenegado experto en el manejo de todo tipo de bumeranes y miembro de la segunda iteración de la Fuerza Especial X.
- Tara Strong como Dra. Harleen Quinzel / Harley Quinn: una psiquiatra convertida en una criminal demente y miembro de la segunda iteración de la Fuerza Especial X.
- Kristin Bauer van Straten como Crystal Frost / Killer Frost: una metahumana con poderes criogénicos y miembro de la segunda iteración de la Fuerza Especial X.
- Gideon Emery como Sameer Park / Copperhead: un contorsionista metahumano con modificaciones cibernéticas como una cola prensil y una mandíbula de metal capaz de escupir ácido venenoso, y un miembro de la segunda iteración de la Fuerza Especial X.
- C. Thomas Howell como Eobard Thawne / Profesor Zoom / Flash-Reverso: un metahumano velocista malvado que vive como una aberración temporal tras haber sido asesinado por Batman en Flashpoint por lo que busca la tarjeta mística que lo enfrenta al Escuadrón Suicida.
- Jim Pirri como Vándalo Salvaje: el despiadado padre de Scandal y un guerrero inmortal que también se interesa por la tarjeta mística.
  - Pirri también participa como Werner Zytle / Conde Vértigo: un criminal especializado en la droga especial Vértigo, amante de Jewelee y miembro de la primera versión de la Fuerza Especial X.
- Dania Ramírez como Scandal Savage: la hija de Salvaje, la pareja de Knockout y una hábil guerrera que finalmente traiciona a su padre tras el estado comatoso de su pareja.
- Dave Fennoy como Roland Desmond / Blockbuster: un metahumano superfuerte y secuaz de Zoom. 
  - Fennoy también participa como Tobias Whale: un señor del crimen y subjefe de la mafia de Máscara Negra.
  - Fennoy también participa como David Hyde / Manta Negra: un mercenario armado con una armadura subacuática de alta tecnología y piloto de la primera versión de la Fuerza Especial X.
  - Fennoy también participa como un oficial de policía.
- Greg Grunberg como Steel Maxum / Doctor Fate: un miembro de un club masculino de striptease y un exhechicero que fue despojado de sus poderes por Nabu tras el robo de la tarjeta mística.
- Dave Boat como Harvey Dent / Dos Caras: un criminal desfigurado que sufre de un trastorno de doble personalidad.
  - Boat también participa como un matón.
- Trevor Devall como Punch: un criminal miembro de la primera versión de la Fuerza Especial X y la pareja de Jewelee.
  - Devall también participa como un matón.
- Cissy Jones como Diana Golmett / Knockout: una guerrera apokoliptana, la pareja de Scandal y una secuaz de Salvaje.
  - Jones también participa como una locutora femenina.
- Julie Nathanson como Siobhan Smythe / Silver Banshee: una metahumana con el poder del grito sónico, compañera de Blockbuster y secuaz de Zoom.
  - Nathanson también participa como Jewelee: una criminal miembro de la primera versión de la Fuerza Especial X, la pareja de Punch y la amante de Vértigo.
- James Urbaniak como Lazlo Valentín / Profesor Pyg: un cirujano y criminal demente que es secuestrado por Scandal y Knockout para ayudar a Salvaje.
- Natalie Lander como Darma: la amiga y compañera de cuarto de Zoe.
- Matthew Mercer como un pistolero de Salvaje, como un científico de ARGUS y como un doctor de la prisión de Belle Reve.

## Doblaje
| Personaje                                     | Actores de voz   | Actores de doblaje      | Actores de doblaje        |
| Personaje                                     | Actores de voz   | Hispanoamérica          | España                    |
| --------------------------------------------- | ---------------- | ----------------------- | ------------------------- |
| Floyd Lawton / Deadshot                       | Christian Slater | Abraham Aguilar         | Txema Moscoso             |
| Ben Turner / Tigre de Bronce                  | Billy Brown      | Daniel Jiménez          | David Hernán              |
| Dra. Harleen Quinzel / Harley Quinn           | Tara Strong      | Leisha Medina           | Ana Esther Alborg         |
| Crystal Frost / Killer Frost                  | Kristin Bauer    | Yojéved Meyer           | Pilar Aguado              |
| George «Digger» Harkness / Capitán Boomerang  | Liam McIntyre    | Jesús Hernández         | Fernando Cordero          |
| Sameer Park / Copperhead                      | Gideon Emery     | Douglas Mendoza         | Iñigo del Hoyo            |
| Amanda Waller                                 | Vanessa Williams | Valentina Toro          | Gemma Martín              |
| Eobard Thawne / Profesor Zoom / Flash-Reverso | C. Thomas Howell | Renzo Jiménez           | Óscar Castellanos         |
| Siobhan Smythe / Silver Banshee               | Julie Nathanson  | Alix Ramírez            | Belén Rodríguez           |
| Vándalo Salvaje                               | Jim Pirri        | Homero Díaz             | Juan Antonio Arroyo       |
| Scandal Savage (Escándalo Salvaje)            | Dania Ramírez    | María Teresa Grazzina   | Soraya Jimeno             |
| Diana Golmett / Knockout                      | Cissy Jones      | María Fernanda González | María Jesús Varona        |
| Lazlo Valentín / Profesor Pyg                 | James Urbaniak   | Jesús Das Merces        | Francisco Javier Martínez |
| Steel Maxum / Doctor Destino                  | Greg Grunberg    | Nicolás Daza            | Luis Bajo                 |
| Werner Zytle / Conde Vértigo                  | Jim Pirri        | Gherald de Fonseca      | David Hernán              |
| Punch                                         | Trevor Devall    | Douglas Mendoza         | Luis Bajo                 |
| Jewelee                                       | Julie Nathanson  | Navid Cabrera           | Belén Rodríguez           |
| David Hyde / Black Manta                      | Dave Fennoy      | David Silva             | Álvaro Canicio            |
| Tobias Whale                                  | Dave Fennoy      | Alex Orozco             | Javier Bañas              |
| Harvey Dent / Dos Caras                       | Dave Boat        | Renzo Jiménez           | Jorge Peña                |
| Darma                                         | Natalie Lander   | Sixnalie Villalba       | Sandra Villa              |

## Producción
La película fue anunciada en la Convención Internacional de Cómics de San Diego el 21 de julio de 2017.

## Medios relacionados

### Historietas
El 21 de marzo, se publicó semanalmente un cómic digital de 12 números. Escrito por Jeff Parker con ilustraciones de Matthew Dow Smith, Agustín Padilla, Stefano Raffaele y Cat Staggs, la historia se desarrolla inmediatamente después de los eventos de la película, mientras Amanda Waller sigue intentando evitar la muerte. Con el Espectro acercándose a ella, Waller recluta a Jason Blood, también conocido como Etrigan, para una nueva misión. La serie se publicó posteriormente el 13 de febrero de 2019 en un libro de bolsillo que recopilaba los 12 números.

## Recepción

### Ventas
La película recaudó $851.440 en ventas nacionales de DVD y $1.976.142 en ventas nacionales de Blu-ray, lo que elevó sus ganancias totales en video doméstico a $2.834.427.

### Respuesta crítica
El agregador de reseñas Rotten Tomatoes informó una calificación de aprobación del 88%, con una puntuación promedio de 7,2/10, basada en 8 reseñas.
IGN le otorgó a la película una puntuación de 7,5 sobre 10, afirmando que, si bien no todo en la película funcionó, merece elogios por su «sentido del humor, su disposición a eliminar personajes clave y su exploración de un tema espiritual». Una reseña de Chris Zhang en Comicsverse señala problemas con los gráficos, pero aun así, Zhang la considera la mejor película del Escuadrón Suicida de la historia, señalando que ofrece una representación correcta del Escuadrón como «un grupo de criminales traicioneros dirigidos por una burócrata traicionera» en lugar de un equipo relativamente amigable como en la película de 2016.

### Reconocimientos
La película fue nominada al premio Golden Reel por el logro destacado en edición de sonido: efectos de sonido, música, diálogos y ADR para medios de difusión animados de formato largo no teatrales.